# International Falls
International Falls er en amerikansk by og administrativt centrum i det amerikanske county Koochiching County, i staten Minnesota. I 2000 havde byen et indbyggertal på 6.703.

## Ekstern henvisning
- International Falls' hjemmeside (engelsk)

48°36′06″N 93°24′13″V / 48.601669444444°N 93.403680555556°V